# عبد الرحمن مجيد الربيعي
عبد الرحمن مجيد الربيعي (12 آب/أغسطس 1939 - 20 آذار/مارس 2023) هو فنان تشكيلي وكاتب وروائي عراقي.

## حياته
ولد عبد الرحمن مجيد الربيعي في مدينة الناصرية جنوب العراق في 12 أغسطس 1939م، تعلم في مدرسة الملك فيصل بالناصرية فالمتوسطة بالناصرية أيضاً، دخل معهد الفنون الجميلة ببغداد، فأكاديمية الفنون الجميلة وحمل إجازة جامعية في الفنون التشكيلية.
بدأ النشر في الصحف العراقية والعربية، أصدر أول مجموعة له (السيف والسفينة) عام 1966م، وأشرف على تحرير الصفحة الثقافية في جريدة الأنبار الجديدة، والفجر الجديد. مارس التدريس والصحافة والعمل الدبلوماسي في لبنان وتونس. فكان المستشار الصحفي العراقي في بيروت بين 1983 و1985، عضو في اتحاد الكتاب العراقيين ونقابة الصحفيين في العراق وجمعية الفنانين التشكيليين بالعراق. درّس الفن في مدارس الناصرية، اتجه الربيعي نحو العمل الصحفي والتأليف أكثر مما اهتم بالرسم والفن التشكيلي الذي ظل على ما يبدو هواية عنده أكثر من احتراف. كتب قصصا وروايات تقارب العشرين وألف شعراً وأصدر دراسات.

## عضوية
- عمل مديراً للمركز الثقافي العراقي في كل من بيروت وتونس.
- عضو هيئة تحرير مجلة «الحياة الثقافية» التي تصدرها وزارة الثقافة التونسية.

## مؤلفاته
- «السيف والسفينة»، قصص، بغداد 1966.[6]
- «الظل في الرأس»، قصص، بيروت 1968.
- «وجوه من رحلة التعب»، قصص، بغداد 1969.[7]
- «المواسم الأخرى»، قصص، بيروت 1970.
- «الوشم»، رواية، بيروت 1972.
- «عيون في الحلم»، قصص ورواية قصيرة، دمشق 1974.
- «الأنهار»، رواية، 1974.
- «القمر والأسوار»، رواية، بغداد 1974.
- «ذاكرة المدينة»، قصص، بغداد 1975.
- «الخيول»، قصص، تونس 1977.
- «الشاطئ الجديد»، قراءة في كتاب القصة العربية، بغداد 1979.
- «الأفواه»، قصص، بيروت 1979.
- «الوكر»، رواية، بيروت 1980.
- «خطوط الطول… خطوط العرض»، رواية، بيروت 1983.
- «سر الماء»، مختارات قصصية.
- «نار لشتاء القلب»، قصص.
- «صولة في ميدان قاحل»، قصص.
- «السومري»، قصص.
- «حدث هذا في ليلة تونسية»، مختارات قصصية.
- «امرأة من هنا.. رجل من هناك»، قصص.
- «الأنهار»، رواية.
- «أصوات وخطوات»، مقالات في القصة العربية.
- «رؤى وظلال»، دراسة نقدية
- «من النافذة إلى الأفق»، دراسة نقدية
- «من سومر إلى قرطاج»، دراسة نقدية.
- «للحب والمستحيل»، شعر
- «امرأة لكل الأعوام»، شعر
- «شهريار يبحر»، شعر
- «علامات على خارطة القلب»، شعر
- «ملامح من الوجه المسافر»، شعر
- «أسئلة العاشق»، شعر